# Кантар-Галу
Кантар-Галу (порт. Cantar-Galo; МФА: [kɐ̃.ˈtaɾ-ˈga.ɫu]) — парафія в Португалії, у муніципалітеті Ковілян. Розташована в східній частині країни, на теренах історичної португальської провінції Бейра. Входить до складу округу Каштелу-Бранку. За адміністративним поділом, чинним до 1976 року, терени парафії були складовою провінції Нижня Бейра. Належить до Порталегрівсько-Каштелу-Бранківської діоцезії Католицької церкви. Патрон — святий Вікентій. Площа — 5,8711 км². Населення — 2233 ос. (2011). Середньо урбанізований регіон. Густота населення — 380,34 осіб/км²
. Код — 050330.

## Населення
| 1991  | 2001  | 2011  |
| 2 755 | 2 492 | 2 233 |